# Луки (Псковская область)
Луки — деревня в Печорском районе Псковской области России. Входит в состав сельского поселения «Новоизборская волость».
Расположена к северу от волостного центра, деревни Новый Изборск.

## Население
Численность населения деревни на конец 2000 года составляла 114 жителей.
| 2001 | 2002 | 2010 |
| ---- | ---- | ---- |
| 114  | ↗223 | ↘202 |

## История
В Писцовых Книгах 1585-87 гг.. упоминается деревня Луки в Сенской губе Изборского уезда.